# Stefan Krivtsov

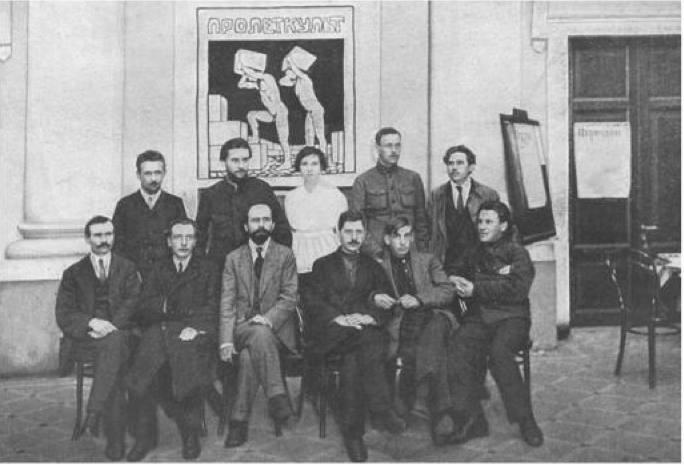
Praesidium de la organización nacional Proletkult elegido en la primera conferencia nacional, en septiembre de 1918. Sentados de izquierda a derecha: Fedor Kalinin, Vladimir Faidysh, Pavel Lebedev-Polianskii, Aleksei Samobytnik-Mashirov II Nikitin, Vasili Ignatov De pie de izquierda a derecha: Stefan Krivtsov, Karl Ozol-Prednek, Anna Dodonova, NM Vasilevskii, Vladimir Kirillov.

Stefan Savvich Krivtsov (ruso: Степан Саввич Кривцов; 1885-1943) fue un profesor de historia y activista cultural soviético ruso que jugó un papel importante en el desarrollo ideológico del Proletkult.
Se graduó en la Facultad de Historia, Física y Matemáticas de la Universidad Estatal de Moscú.
Consideró que el papel del Proletkult estaba involucrado en la construcción de vida: "El Proletkult se esfuerza por crear una nueva cultura proletaria, no sólo nuevas canciones, nueva música, nuevo teatro, sino más bien un modo de vida completamente nuevo. Debemos crear un mundo completamente nuevo de arriba a abajo".Escribió para Proletarskaya Kul'tura, a menudo de manera crítica cuando la realidad del movimiento no estaba a la altura de su visión.
"En lugar de un club en Yaroslavl, tienen una cocina. Lo mismo ocurre con el club en Petrovsk. Le pusieron el nombre del camarada Lenin y debería tener los objetivos más claros y elevados, como la unificación de los trabajadores y el despertar de sus interés y amor por el arte. En cambio, tienen una especie de uniones de amor libres."
En 1928, tras la muerte de Alexander Bogdanov, Krivtsov escribió un relato de sus recuerdos de una de las figuras fundadoras de Proletkult para Bajo la bandera del marxismo.
Murió en 1943 y está enterrado en el cementerio Donskoy de Moscú.